# Guida Diehl
Pour les articles homonymes, voir Diehl.
Guida Diehl, née le 29 juillet 1868 à Schischkin et décédée le 11 septembre 1961 à Laurenburg, est une enseignante et pédagogue allemande.

## Biographie
Guida Diehl naît en 1868. Son père est professeur dans la région germanophone d'Odessa. En raison de la russification la famille retourne en Allemagne en 1870, où son père obtient un poste d'enseignant dans une école de filles de Francfort-sur-le-Main. Guida Diehl sort diplômée d’une l'école normale en 1886. Elle travaille ensuite dans différents établissements scolaires de Francfort et, en 1893, obtient finalement un poste permanent dans une école primaire. Elle rencontre le pasteur John Burckhardt, qui l’embauche comme secrétaire. Elle travaille alors à Berlin et dans d’autres villes. Après la Grande Guerre, elle fonde en 1923 un groupe berlinois du mouvement coopératif Neuwerkavec Eberhard Arnold, qui s’appliquait à mettre en œuvre dans la vie sociale les commandements contenus dans le Sermon sur la montagne et le principe de la communauté de biens du christianisme primitif.
En plus de son travail, elle participe à plusieurs initiatives en faveur de l'éducation des filles et des jeunes femmes. Elle ouvre en 1926 une école pour les mères et tient des séminaires, entre 1927 et 1938. Elle est membre du DNVP en 1918 et rejoint le NSDAP en 1930. En 1932, elle travaille sur des thèmes culturels et éducatifs auprès des nazis puis, en 1933, sur les questions de foi au sein des Chrétiens allemands. Dans le même temps, elle est directrice culturelle à la Frauenschaft. Elle était membre de la Chambre de la littérature du Reich.
Elle est l’auteur de plusieurs ouvrages politiques et religieux. En outre, de 1916 à 1940, elle est rédactrice de la revue Neuland (à partir de 1924 Neulandblatt).

## Ouvrages
- 1913 : Hilfsheft für Studienkränzchen zum Studium des Buches von Wurster und Hennig
- 1915 : Heilige Flamme Glüh! Ein Weckruf an Deutschlands Jugend in Knechtschaftszeit
- 1928 : Deutscher Frauenwille
- 1931 : Erlösung vom Wirrwahn: Wider dr. Mathilde Ludendorff und ihr Buch Erlösung von Jesu Christo
- 1931 : Der Ruf der Wende: Erneuertes Christsein
- 1933 : Die deutsche Frau und der Nationalsozialismus
- 1939 : Christen erwacht !
- 1959 : Christ sein heißt Kämpfer sein. Die Führung meines Lebens

## Sources
- (de) Cet article est partiellement ou en totalité issu de l’article de Wikipédia en allemand intitulé « Guida Diehl » (voir la liste des auteurs).